# Санві (держава)
Санві́ — державне утворення на крайньому південному сході сучасної держави Кот-д'Івуар.
Держава була створена, як етнотериторіальне об'єднання, народом аньї, а саме племенем санві, на чолі з Амаламаном Ано. Являла собою значною мірою централізоване державне утворення, в склад якого як васальні частини увійшли деякі лагунні племена — ехотіле, есума, абуре та ебріє.
Король Санві вибирався кланом вождів. У виборах брали участь і вожді чотирьох васальних районів з центрами в містах Аяме, Асуба, Асу та Куакро.
1843 року було підписано договір про протекторат Франції, що поклало початок колонізації Санві. Цей договір був підпсаний заново 1844 року правителем Амон Ндуфу ІІ.